# Svenska Lantbruksförbundets och LTs förlags romantävling
Svenska Lantbruksförbundets och LTs förlags romantävling, ofta omnämnd som Bästa bonderomanen, var en litterär pristävling inom genren "bonderomaner" som arrangerades första gången 1941.
Syftet med tävlingen var enligt arrangörerna "att verksamt bidraga till framskapandet av en eller flera bonderomaner med aspekter från den brytningstid jordbrukets folk genomlevt under de senare åren". I den första juryn ingick tre författare som själva skrev böcker med landsbygdsmotiv: Irja Browallius, Vilhelm Moberg och Albert Viksten. Totalt 66 bidrag inkom till den första tävlingen. Förstapriset vanns av Sven Edvin Salje med På dessa skuldror och andrapriset av Gunnar Falkås med Gökhult, båda utgivna av LT:s förlag 1942.
Såväl Salje som Falkås hade fått enstaka böcker utgivna tidigare, men för båda innebar de genom tävlingen utkomna titlarna de verkliga genombrotten; Saljes roman utgavs till exempel inom kort i runt 50 000 exemplar och blev inledningen på hans stora romansvit om familjen Loväng. För det 1935 grundade LTs förlag innebar tävlingen början på en omfattande skönlitterär utgivning, och man fortsatte att arrangera fler liknande tävlingar under 1940-talet.